# Ottorino Fichelli
Ottorino Fichelli (fl. XX secolo) è stato un calciatore italiano, di ruolo portiere.

## Carriera
Con l'Alba Roma disputa 11 gare nei campionati di Prima Divisione 1923-1924 e Prima Divisione 1924-1925. Viene poi ceduto alla Viscosa Roma. Nel 1927-1928 gioca nel Massangioli Chieti.